# 蓬庫查約克山
13°29′10″S 71°43′58″W / 13.48611°S 71.73278°W
蓬庫查約克山（P'unquchayuq），是秘魯的山峰，位於該國南部庫斯科大區，由聖薩爾瓦多區和凱凱區負責管轄，屬於安地斯山脈的一部分，海拔高度約4,400米。